# دينيس فان دير هيجدين
دينيس فان دير هيجدين (بالهولندية: Dennis van der Heijden) (17 فبراير 1997 بسخيدام في هولندا - ) هو لاعب كرة قدم هولندي في مركز الهجوم. لعب مع أدو دين هاغ.

## وصلات خارجية
- دينيس فان دير هيجدين على موقع قاعدة بيانات كرة القدم.إي يو (الإنجليزية)
- دينيس فان دير هيجدين على موقع Soccerway.com (الإنجليزية)
- دينيس فان دير هيجدين على موقع عالم كرة القدم.نت (الإنجليزية)